# Чоу, Келси
Келси Эсбилл Чоу (англ. Kelsey Asbille Chow;род. 9 сентября 1991, Колумбия) — американская актриса. Известна по ролям в телесериале «Волчонок», «Два короля», «Фарго» и «Йеллоустоун».

## Ранние годы
Келси родилась в Колумбии, Южная Каролина. Её родители Джим и Джин Чоу являются китайцем и американкой соответственно. У неё есть младшие брат и сестра.
В 2017 году, когда её утвердили на роль коренного американца, актриса в интервью заявила что она «частично чероки», а также о наличии коренного происхождения. В интервью The New York Times она отметила что имеет «восточно-индийское» происхождение, отмечая что играть роль коренного американца у неё «в крови». В ответ на данные заявления, Восточная группа индейцев чероки опубликовало исследование, в котором говорилось что у Чоу нет ни единого подтверждения того что она произошла из этой группы.
Чоу посещала школу Хаммонда в качестве старшей школы. Также посещала Колумбийский университет, где обучалась на факультет прав человека.

## Карьера
Келси Чоу получила свою первую роль на телевидение в 2005 году; она играла второстепенную роль Джиджи Силвери в сериале «Холм одного дерева». В 2008 году исполнила эпизодическую роль в ситкоме «Всё тип-топ, или Жизнь Зака и Коди». В 2009 году исполнила малозаметную роль в комедийной драме «Мое сладкое несчастье». В 2010 году появилась в телефильме от Disney «Один брат на весь отряд», а также присоединилась к главному актёрскому составу телесериала «Два короля», где исполняла главную роль на протяжении всех сезонов. В 2012 году исполнила небольшую роль в фильме «Новый Человек-паук». В 2013 году исполнила главную роль в романтическом триллере «Беги», а также второстепенную роль в драме «Вино лета». В 2014 году исполнила главную роль в короткометражке «Найденная плёнка», эпизодическую роль в телесериале «Папочка», а также главную роль в телефильме «Иероглиф» который изначально должен был выпускаться в качестве сериала, однако после одного эпизода, производство было отменено. В 2015 году исполнила главную роль в драме «Благодатный путь», а также в короткометражке «Санитария Чикаго». В этом же году присоединилась к второстепенному актёрскому составу телесериала «Волчонок». В 2017 году исполнила главную роль в комедийном мини-сериале «Интеграция», а также в фильме «Ветреная река» и телефильме «Любовь в чашке кофе». В 2018 году появилась в эпизодической роли в телесериале «Разделённые вместе», а также присоединилась к главному актёрскому составу телесериала «Йеллоустоун», являющийся одной из её самых заметных ролей в карьере. В 2020 году присоединились к второстепенному актёрскому составу телесериала «Фарго». В 2021 году появилась в телесериале «Газовая лампа». В 2024 году исполнила главную роль в триллере от Netflix «Замри».

## Личная жизнь
С 2012 по 2018 года состояла в отношениях с актёром Уильямом Моусли.

## Фильмография
| Год       |     | Русское название                   | Оригинальное название           | Роль           |
| --------- | --- | ---------------------------------- | ------------------------------- | -------------- |
| 2005—2009 | с   | Холм одного дерева                 | One Tree Hill                   | Джиджи Силвери |
| 2008      | с   | Все тип-топ, или Жизнь Зака и Коди | The Suite Life of Zack and Cody | Дакота         |
| 2009      | ф   | Мое сладкое несчастье              | My Sweet Misery                 | бывшая подруга |
| 2010      | тф  | Один брат на весь отряд            | Den Brother                     | Мэтисс Барроус |
| 2010—2013 | с   | Два короля                         | Pair of Kings                   | Микейла Макула |
| 2012      | ф   | Новый Человек-паук                 | The Amazing Spider-Man          | Салли Эврил    |
| 2013      | ф   | Беги                               | Run                             | Эмили Балтимор |
| 2013      | ф   | Вино лета                          | The Wine of Summer              | Брит           |
| 2014      | с   | Папочка                            | Baby Daddy                      | Стефани        |
| 2014      | кор | Найденная плёнка                   | Found Footage                   | девушка        |
| 2014      | тф  | Иероглиф                           | Hieroglyph                      | Лотос Тенри    |
| 2015      | ф   | Благодатный путь                   | Full of Grace                   | Зара           |
| 2015      | кор | Санитария Чикаго                   | Chicago Sanitation              | санитар        |
| 2015—2016 | с   | Волчонок                           | Teen Wolf                       | Трейси Стюарт  |
| 2017      | с   | Интеграция                         | Embeds                          | Марисса        |
| 2017      | ф   | Ветреная река                      | Wind River                      | Натали Хэнсон  |
| 2017      | тф  | Любовь в чашке кофе                | Brimming with Love              | Элли Морган    |
| 2018      | с   | Разделённые вместе                 | Splitting Up Together           | Шарлотта       |
| 2018—2024 | с   | Йеллоустоун                        | Yellowstone                     | Моника Даттон  |
| 2020      | с   | Фарго                              | Fargo                           | Суони Кэппс    |
| 2021      | с   | Газовая лампа                      | Gaslight                        | Бекка          |
| 2024      | ф   | Замри                              | Don't Move                      | Ирис           |

### Подкаст
| Год  | Название | Роль    | Примечания |
| ---- | -------- | ------- | ---------- |
| 2019 | Gaslight | Ребекка | [ 34 ]     |

### Музыкальные клипы
| Год  | Исполнитель  | Песня              | Роль    |
| ---- | ------------ | ------------------ | ------- |
| 2013 | Бонни Макки  | «Sleepwalker»      | Девушка |
| 2015 | Хейли Кийоко | «Girls Like Girls» | Соня    |

## Награды и номинации
| Год  | Премия                         | Категория                                                                                            | Номинация за  | Результат | Примечания |
| ---- | ------------------------------ | --- | ------------- | --------- | ---------- |
| 2017 | The BAM Awards                 | Лучший актёрский состав                                                                              | Ветреная река | Победа    | [ 38 ]     |
| 2018 | Кинофестиваль «Красная нация»  | Выдающаяся актриса второго плана в телефильме, минисериале, специальном выпуске, комедии или сериале | Йеллоустоун   | Номинация | [ 39 ]     |
| 2022 | Премия Гильдии киноактёров США | Лучший актёрский состав в драматическом сериале                                                      | Йеллоустоун   | Номинация | [ 40 ]     |